# قورباغه نگارین کرسی
قورباغه نگارین کُرسی (نام علمی: Discoglossus montalentii) نام یک گونه از تیره قورباغه‌های دهان‌گرد است. این قورباغه بوم‌زاد جزیره فرانسوی کرس می‌باشد. زیستگاهش جنگل‌ها و رودخانه‌ها می‌باشد.
این گونه قورباغه می‌تواند تا ۶٫۵سانتی‌متر هم رشد کند.